# Рио-Бек
Рио-Бек (Río Bec) — археологический памятник, руины города цивилизации майя. Руины обнаружены на юге мексиканского штата Кампече. От памятника происходит также название архитектурного стиля Рио-Бек, который позднее распространился на соседние города. Данный стиль тесно связан со стилем Ченес (Chenes), распространённым к северо-западу от региона Рио-Бек.

## Археологический памятник
Впервые руины Рио-Бек упоминает австрийский путешественник Теоберто Малер в конце XIX века, однако сам он их не посещал. Первым их посетил и опубликовал сообщение о них французский путешественник Морис де Периньи. В настоящее время раскопками и реставрацией памятника занимается группа французских археологов во главе с Домиником Мишле.

## Архитектурный стиль Рио-Бек
Храмовые пирамиды в стиле Рио-Бек находятся в низинах в центральной части Мексики. Стиль возник в VII веке н. э. и продолжал существовать в VIII веке. Храмовые пирамиды в этом стиле обычно снабжены двумя нефункциональными каменными башнями без внутренних помещений.
Башни-близнецы сужаются к вершине, что создаёт иллюзию ещё большей высоты. Создаётся впечатление, что по стенам башен поднимаются ступени, ведущие в храм, однако «ступени» — всего лишь мотив оформления их поверхности; более того, даже если бы ступени были настоящими, подняться по ним было бы невозможно из-за крутизны стен.
Храмы, расположенные на платформах на вершинах рио-бекских башен, также не функциональны. Они представляют собой сплошные массы без внутренних помещений. Псевдо-двери, встроенные в ниши на фасадах храмов, создают впечатление настоящих дверей.
Несмотря на нефункциональные компоненты, рио-бекские башни снабжены типичными для пирамид декоративными мотивами, и храмы на их вершинах на первый взгляд представляются функциональными пирамидами. Назначение пирамид в стиле Рио-Бек неизвестно, однако они напоминают комплексы башен-близнецов Тикаля.